# 12-клітка Татта
12-клітка Татта або граф Бенсона, в теорії графів, є регулярним графом зі 126 вершинами і 189 ребрами, названий на честь Вільяма Татта.
12-клітка Татта є унікальним клітинним графом (3-12) (послідовність A052453 з Онлайн енциклопедії послідовностей цілих чисел, OEIS). Він був відкритий Бенсоном у 1966 році. У цього графу хроматичне число дорівнює 2 (двочастковий), хроматичний індекс 3, обхват 12 (12-клітка) та його діаметр дорівнює 6. Цей граф має лише 170 схрещень, і Бенсон припустив, що це може бути найменший кубічний граф з таким числом схрещень.

## Побудова
12-клітка Татта є кубічний Гамільтонів граф, тому його можна записати у LCF-нотації як [17, 27, -13, -59, -35, 35, -11, 13, -53, 53, -27, 21, 57, 11, -21, -57, 59, -17]
Як довели А. М. Коен і Жак Тітс з точністю до ізоморфізму існує рівно два узагальнених шестикутники порядку (2,2). Вони є розщепленням шестикутника Келі H(2) з дуальністю точка-відрізок. Очевидно, що обидва з них мають однакові графи інцидентності, який фактично ізоморфний 12-клітці Татта.
11-клітка Балабана може бути побудована шляхом усічення з 12-клітки Татта, видаляючи невелике дерево і пригнічуючи отримані вершини степеня два.

## Алгебраїчні властивості
Група автоморфізмів 12-клітки Татта має порядок 12 096 і є напівпрямим добутком проективної спеціальної унітарної групи PSU(3,3) з циклічною групою Z/2Z. Вони діють транзитивно на його ребрах, але не на його вершинах, що робить його напівсиметричним графом, тобто регулярним графом, який є реберно-транзитивним, але не є вершинно-транзитивним. Фактично, група автоморфізмів Татта 12-клітки зберігає двоподільні частини і діє примітивно на кожній частині. Такі графи називаються бі-примітивними графами, і існує лише п'ять бі-примітивних кубічних графів; вони названі як графи Iofinova–Ivanov зі 110, 110, 126, 182, 506 і 990 вершинами.
Відомі всі кубічні напівсиметричні графи кількість вершин яких не перевищує 768. Згідно з Conder, Malnič, Marušič і Potočnik, 12-клітка Татта є єдиним кубічним напівсиметричним графом зі 126 вершинами і є п'ятим найменшим можливим кубічним напівсиметричним графом після графу Грея та графу Iofinova–Ivanov на 110 вершин, графу Любляни та графу на 120 вершин з обхватом 8.
Характеристичний поліном 12-клітки Татта:
{\displaystyle (x-3)x^{28}(x+3)(x^{2}-6)^{21}(x^{2}-2)^{27}.}
Це єдиний граф з таким характеристичним поліномом; тому, 12-клітка Татта визначається своїм спектром.

## Галерея

Хроматичне число 12-клітки Татта дорівнює 2.
Хроматичний індекс 12-клітки Татта дорівнює 3.